# Das Geheimnis der Erde
Das Geheimnis der Erde (russisch Тайна земли Taina semli) ist eine Erzählung der russischen Schriftstellerin Wiktorija Tokarewa aus dem Erzählungsband Летающие качели Letajuschtschije katscheli, deutsch ‚Fliegende Schaukeln‘, der 1987 in Moskau erschien. Die Übertragung ins Deutsche von Hartmute Trepper kam im selben Jahr bei Ammann in Zürich heraus.

## Inhalt
Die schlechtbezahlte Musiklehrerin Jelena Andrejewna Shurawljowa sähe Audrey Hepburn ähnlich, wenn sie nicht schielen würde. So wird das junge Fräulein die schielende Aljona genannt. Aljona will einen Ehemann und Kinder. Mit Nikolajew, ihrem 31-jährigen Lebensgefährten, der nicht einmal größer ist als sie, hat sie es satt, weil er ihr keinen Antrag macht. Das hat Aljona natürlich bisher nicht ausgesprochen, aber nun – am Tage der Handlung dieses schmalen Textes – ist sie soweit. Aljona kann Nikolajew ihre Wahrheit im Moment nicht ins Gesicht sagen, denn ihr wurde erklärt, der Lebensgefährte säße im Zimmer des Direktors seines Wissenschaftlichen Forschungsinstituts für Geophysik. Fast jeder Mitarbeiter promoviert oder habilitiert dort. Nikolajew fällt in der Hinsicht aus dem Rahmen. Er schreibt keine Dissertation, sondern ist bloß in der Abteilung für technische Information tätig. Vor Aljona aber stellt er sich gern als Freigeist und Kämpfer dar. Dabei ist er nach Ansicht der zarten Lehrerin ein Mamabubi, der erst noch von seiner Mutter abgenabelt werden muss.
Im Institut sammelt man Fakten, aber ein Einstein, dem der große Wurf gelänge, der der Erde das nächste große Geheimnis entreißen könnte, ist nicht in Sicht. Aljona wartet im Sekretariat des Instituts fein angezogen auf Nikolajew, weil sie in den Augen der Wissenschaftler etwas darstellen möchte. Als sich herausstellt, dass Nikolajew gar nicht an der Sitzung teilgenommen hat, sucht ihn Aljona in der ganzen Stadt. Schließlich wartet dieser Kerl auf dem Treppenabsatz vor Aljonas Wohnung. Weil die Lehrerin froh ist, dass sie ihren Geophysikus wiederhat, nimmt sie von der beabsichtigten Standpauke Abstand. Das Paar umarmt sich vor der Wohnungstür lange und fest. Nikolajew bleibt bis zum Abend und macht wieder keinen Antrag. Nachdem er gegangen ist, befällt Aljona abermals dieser heftige Überdruss.

## Form
Lustige Vergleiche garantieren Lesevergnügen. Da wird zum Beispiel die Liebe Nikolajews zu Aljona mit dem fakultativen Grundschulfach Singen verglichen. Aljona kann sich bei ihren Schulkindern nicht durchsetzen. Die merken das sofort und parieren nicht. Ebenso fürchtet sich Nikolajew nicht vor Aljona und macht deshalb, was er will. Oder da ist die Sache mit Nikolajews Minderwertigkeitskomplexen. Dieser Mann braucht Aljonas Zärtlichkeit wie ein Vorschulkind, das von der Mami gestreichelt werden muss. Und der dritte Vergleich: Bei ihrer Einschätzung des Charakters eines Menschen greift Aljona gern auf den Tiervergleich zurück. Danach stammt Aljona selbst von einer Katze ab, Nikolajew von einem Pferd – vielleicht auch von einem Esel – und sein Direktor von einem Löwen. Zudem bemerkt Aljona an dem Direktor eine hervorstechende Charaktereigenschaft – die „chronische Lustlosigkeit“.
Warum umarmt Aljona ihr „Liebesobjekt“ auf dem Treppenabsatz? Antwort: Sie hat sich Sorgen um ihn gemacht. Wenn er nun unters Auto gekommen ist! Oder vielleicht ist eine andere im Spiel; eine jüngere? Aljona wäre von beiden Fällen  Nikolajews Aufenthalt im Jenseits lieber als das Sitzengelassenwerden.
Wiktorija Tokarewa erheitert den Leser mit überraschenden Wendungen. Als Aljona im Sonntagsstaat auf den Bus wartet, der sie nach Hause bringen soll, passiert es. Wiktorija Tokarewa schreibt: „Plötzlich empfand Aljona einen Kälteschauer. Irgend etwas raubte ihr den Atem. Dann strömte Wasser in Bächen von ihr herab.“ Die Erklärung: Aljona stand im Arbeitssektor eines vorbeirauschenden städtischen Wassersprengwagens. Als später noch ein anderes Missgeschick hinzukommt, nimmt das Aljona für einen weiteren Fall des von ihr gefundenen „Gesetzes der Gemeinheit“. Mancher Spaß im Text beruht also auf lapidarer Verallgemeinerung der alltäglichen Widrigkeiten.

## Verfilmung
Alexander Iwanow (russ. Александр Иванов) hat den Stoff 1984 verfilmt.

## Deutschsprachige Ausgaben
- Wiktorija Tokarewa: Das Geheimnis der Erde, S. 5–30 in: Und raus bist du. Zehn Erzählungen. Herausgegeben von Elsbeth Wolffheim. Deutsch von Hartmute Trepper. Ammann, Zürich 1987. 246 Seiten, ISBN 978-3-250-10086-7
- Wiktorija Tokarewa: Das Geheimnis der Erde, S. 53–70 in: Zickzack der Liebe. Erzählungen. Ins Deutsche übertragen von Monika Tantzscher. Ausgewählt von Ursula Krause (enthält noch: Stern im Nebel. Der glücklichste Tag. Corrida. Die Katze am Weg. Der alte Hund. Pferde mit Flügeln. Der Talisman. Nichts von Belang). Verlag Neues Leben, Berlin 1987. 340 Seiten, ISBN 3-355-00389-1
- Wiktorija Tokarewa: Das Geheimnis der Erde, S. 53–71 in: Russische Erzählungen der Gegenwart. Herausgegeben von Bodo Zelinsky, Reclam, Stuttgart 1992, RUB 8829. ISBN 3-15-008829-1 (verwendete Ausgabe)